# Archibald French
Archibald "Archie" French foi um futebolista britânico que atuava como atacante ou meia-esquerda.

## Carreira

### Bangu
Jogou no Bangu de 1915 a 1917. Filho do ex-presidente William French, ele jogou sua última temporada no clube acumulando as funções de jogador e diretor esportivo. Ou seja, era ele quem escalava os times junto com o Ground Committee.
Segundo o site oficial do clube, ele vestiu a camisa auri-rubra em 58 jogos (25v, 5e, 28d), e marcou 30 gols.

### Fluminense
Em 1918, transferiu-se para o Fluminense, com o qual foi campeão carioca daquele ano. Este título foi conquistado de forma póstuma, uma vez que ele morreu antes  do término do torneio, vitimado pela pandemia da gripe espanhola, em 1918.
Pelo tricolor carioca, ele atuou por 12 jogos, marcando 6 gols e só perdeu um único jogo.
Jogos pelo Fluminense
- Fonte: fluzao.info[7]

| Legenda |
| ------- |
| Vitória |
| Empate  |
| Derrota |

| #  | Data       | Jogo                            | Estadio                      | Árbitro                    | Campeonato                                              | Gol(s)                    |
| -- | ---------- | ------------------------------- | ---------------------------- | -------------------------- | ------------------------------------------------------- | ------------------------- |
| 01 | 09-06-1918 | Santos 1 x 6 Fluminense         | Estádio da Vila Belmiro      | Odilon Penteado            | Amistoso Interestadual 1918 - Taça Sudan e Taça Carioca | Gol marcado · Gol marcado |
| 02 | 11-06-1918 | Paulistano 1 x 3 Fluminense     | Estádio da Floresta          | Francisco Pellegrini       | Amistoso Interestadual 1918 - Taça Imparcial            |                           |
| 03 | 23-06-1918 | Flamengo 0 X 3 Fluminense       | Estádio da Rua Paysandu      | Altamiro Mourão dos Santos | Carioca de 1918                                         | Gol marcado               |
| 04 | 30-06-1918 | Carioca 0 X 6 Fluminense        | Dona Castorina               | Gastão de Azevedo          | Carioca de 1918                                         | Gol marcado · Gol marcado |
| 05 | 14-07-1918 | Botafogo 0 X 0 Fluminense       | Estádio de General Severiano | Altamiro Mourão dos Santos | Carioca de 1918                                         |                           |
| 06 | 21-07-1918 | Fluminense 4 X 2 Bangu          | Estádio de General Severiano | Robert Lindsay Todd        | Carioca de 1918                                         | Gol marcado               |
| 07 | 28-07-1918 | Fluminense 1 X 0 Andarahy       | Estádio da Rua Paysandu      | Ferreira Vianna Netto      | Carioca de 1918                                         |                           |
| 08 | 15-08-1918 | Villa Isabel 1 X 0 Fluminense   | Jardim Zoológico             | Antônio de Moura e Silva   | Carioca de 1918                                         |                           |
| 09 | 15-09-1918 | América 0 X 4 Fluminense        | Estádio da Rua Campos Sales  | Robert Lindsay Todd        | Carioca de 1918                                         |                           |
| 10 | 20-09-1918 | Fluminense 2 X 2 São Christóvão | Estádio da Rua Paysandu      | Ferreira Vianna Netto      | Carioca de 1918                                         |                           |
| 11 | 29-09-1918 | Fluminense 2 X 1 Botafogo       | Estádio de General Severiano | Antônio Augusto de Almeida | Carioca de 1918                                         |                           |
| 12 | 06-10-1918 | Fluminense 2 X 2 Flamengo       | Estádio de General Severiano | Romeu de Ambrózio          | Carioca de 1918                                         |                           |

## Conquistas
Bangu
- Taça Liga Bancária de Futebol: 1917
- Taça Federação Brasileira das Sociedades de Remo: 1917

Fluminense
- Taça Sudan: 1918
- Taça Carioca: 1918
- Taça Imparcial: 1918
- Campeonato Carioca: 1918